# Jerzy Mniszech

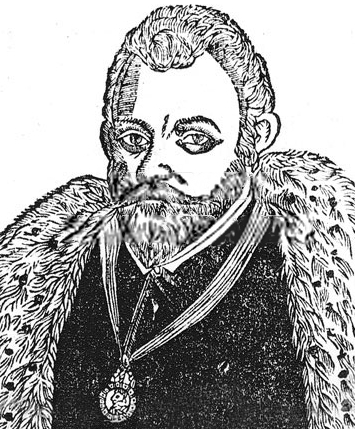
Grabado representando a Jerzy Mniszech.

Jerzy Mniszech (circa 1548 - 1613) fue un noble (szlachcic) de la Mancomunidad de Polonia-Lituania. Miembro de la familia Mniszchowie. Nombrado Krajczy koronny en 1574 , castellano de Radom en 1583, voivoda del Voivodato de Sandomierz en 1590, żupnik ruski, stárost de Lwów en 1593, stárost de Sambor, Sokal, Sanock y Rohatyn.
Padre de Marina Mniszech (c. 1588—1614). Es conocido por la intromisión en el Período Tumultuoso de Moscovia, ya que casó a su hija con Dimitri I «El Falso» y luego la convenció para que se casara con Dimitri II. 

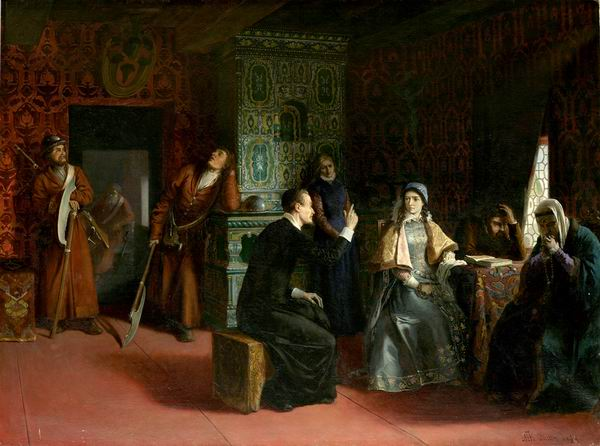
Marina Mniszech y su padre Jerzy en el exilio en Jarosław, por Klodt von Urgenburg.

Tuvo otros hijos. Su hija Urszula Mniszech, nacida en 1603 se casó con el príncipe Konstanty Wisniowiecki, voivoda de Rusia (1564-1641). Anna Mniszech se casó con Piotr Szyszkowski, castellano de Wojno. Eufrozyna Mniszech se casó con Hermolaus Jordan. Mikołaj Mniszech (1587-1613) llegó a ser starosta łukowski y Stanisław Bonifacy Mniszech (?-1644), starosta lwowski en 1613, samborski, gliniański; se casó en 1602 o 1603 con Zofia ks. Hołowczyńska. Stefan Jan Mniszech llegó a ser stárost de Sanok. Franciszek Bernard Mniszech fue castellano de Sadeck en 1638, stárost sanocki i szczyrzycki, casándose con Bárbara de Żmigrodu Stadnicka.
Jerzy Mniszech es una de las personas que aparecen en la pintura de Jan Matejko «Los sermones de Piotr Skarga».